# کنگره پزشکی ایران

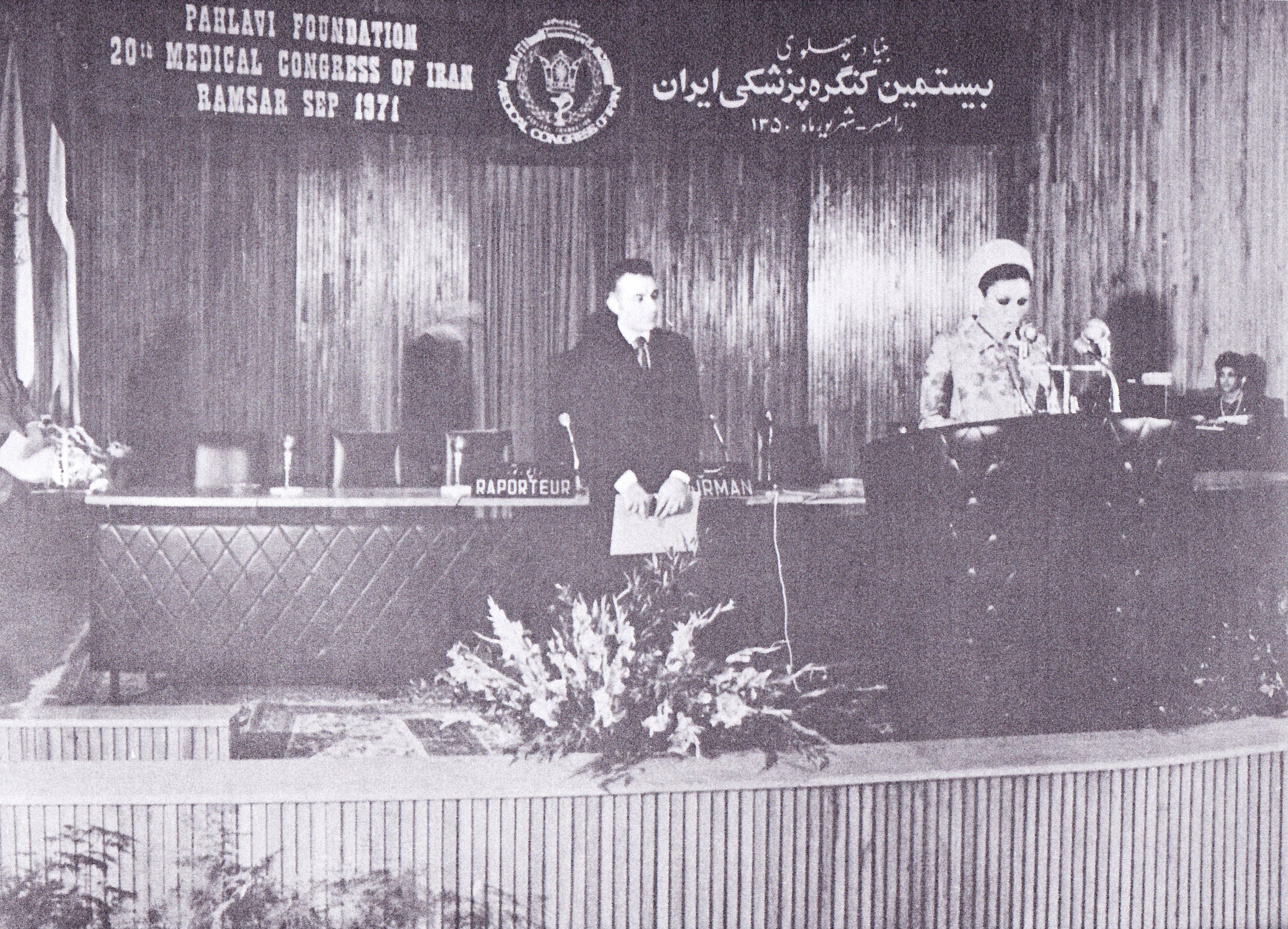
فرح پهلوی بیستمین کنگره پزشکی رامسر سال ۱۳۵۰را می‌گشاید

کنگره پزشکی ایران زیر نظر بنیاد پهلوی در سال ۱۳۳۱ بنیان نهاده شد تا دربارهٔ امراض و بیماری‌های بومی کشور به پژوهش و مشاوره علمی به پردازد و راه‌حل‌هایی برای مبارزه اساسی و عملی با ابن بیماری‌ها پیدا کند. این کمیته همه ساله در رامسر به ریاست فرح پهلوی برگزار می‌شد.

## پیدایش
اولین کنگره در سال ۱۳۳۱ تشکیل گردید و طبق اساسنامهٔ کنگره چند تن از پزشکان سرشناس و مسولین بهداشتی کشور برای سه سال به عضویت کمیتهٔ اجرایی کنگره پزشکی ایران انتخاب شدند. این کمیته به مقالات و سخنرانی‌های رسیده و به ترتیب برنامه و سخنرانی‌های کنگره می‌پرداخت.

## سازمان و مدیریت
سازمان تشکیلاتی کنگره پزشکی ایران شامل مجمع عمومی، هیئت اجرایی و هیئت اجرایی کمیته فنی بود
- مجمع عمومی کنگره: مجمع عمومی کنگره از پزشکانی که بر اساس آیین‌نامه مربوط رسماً به عضویت کنگره پذیرفته شده و کارت عضویت داشته باشند تشکیل می‌شد. مجمع عمومی هر سال یک بار تشکیل می‌گردید.
- هیئت اجرایی: اعضای هیئت اجرایی از موسسات پزشکی، درمانی، بهداشتی کشوری و لشکری توسط بنیاد پهلوی معرفی و از سوی ریاست شهبانو فرح پهلوی به مدت سه سال بدین سمت منصوب می‌شدند.
- کمیته فنی: کمیته فنی به منظور تعیین موضوع برنامه و رسیدگی به صلاحیت و ارزش سخنرانی‌های داوطلبان تشکیل می‌گردید.

هر سال بین ده تا بیست نفر از استادها و متخصصین خارجی در کنگره پزشکی ایران شرکت می‌جستند و به ایراد سخنرانی‌های گوناگون علمی و بیان تجربه‌ها و پژوهش‌ها می‌پرداختند. 
کنگره پزشکی رامسر برای پیشرفت‌های امور بهداشتی و بر طرف کردن مشکلات موجود و سختی‌هایی که در کنگره بدان اشاره رفته و در اطراف آن‌ها گفتگو شده‌است، قطعنامه‌ای صادر و برای توصیه و اجرای آن قطعنامه، دفتر مخصوص فرح پهلوی آن را موسسه‌های دولتی و ملی ابلاغ می‌نماید.

## فعالیت‌ها
کنگره در باره موضوعات زیر در نشست سالانه رامسر گفتگو و مشاوره داشته‌است :
- طب پیشگیری
- تغذیه و بیماری‌های دیاتزیک
- بیماری‌های قلب و عروق
- بیماری‌های روانی
- بیماری‌های هورمونی
- خون و بیماری‌های آن
- مسمومیت و سوانح
- بیماری‌های کبدی
- بهداشت حرفه‌ای و توان بخشی
- بیماری‌های کولاژن و اختلالات دیگر بافت‌های هم بند.